# Ê̆

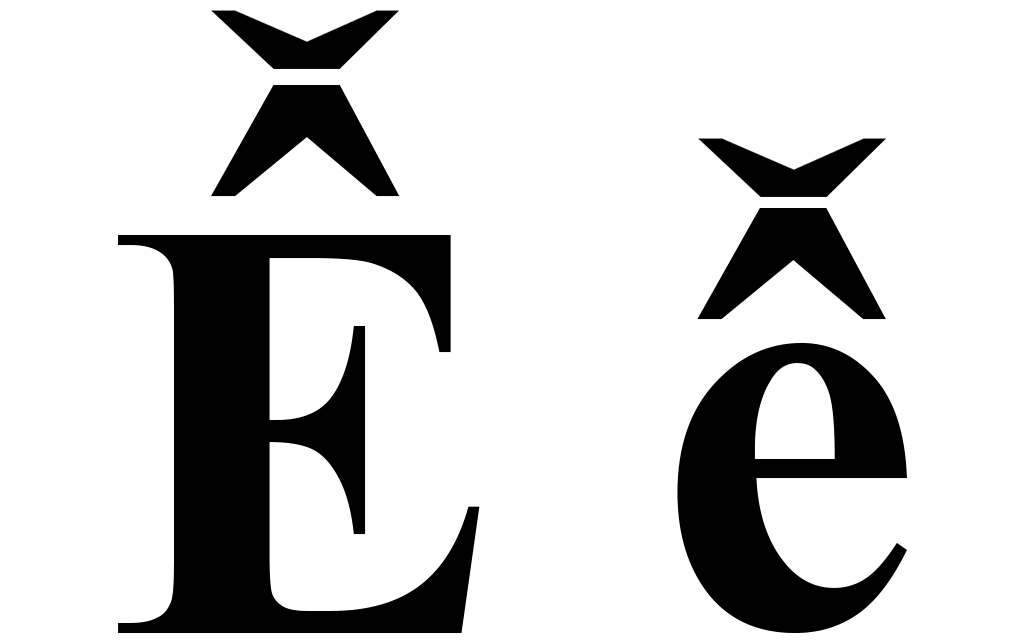
Bŏh hră Ê̆

Ê̆ (hay: ê̆), được gọi là E shortflex có dấu trăng trên đầu chữ Ê, là một chữ cái Latinh được sử dụng trong văn bản của người Êđê.